# Liste der Bischöfe von Leeds der Church of England
Das Bistum Leeds wurde 2013 auf Beschluss der Generalsynode der Church of England neu errichtet und besteht seit dem 20. April 2014. Es besteht aus den ehemaligen Bistümern Bradford, Ripon and Leeds und Wakefield in West Yorkshire und den Yorkshire Dales.
| Bischöfe von Leeds | Bischöfe von Leeds | Bischöfe von Leeds         | Bischöfe von Leeds |
| Name (Lebensdaten) | Amtszeit           | Anmerkung                  | Bild               |
| ------------------ | ------------------ | -------------------------- | ------------------ |
| Nicholas Baines    | 2014               | zuvor Bischof von Bradford |                    |